# NGC 2820
NGC 2820 је спирална галаксија у сазвежђу Велики медвед која се налази на NGC листи објеката дубоког неба.
Деклинација објекта је + 64° 15' 31" а ректасцензија 9h 21m 46,0s. Привидна величина (магнитуда) објекта NGC 2820 износи 12,5 а фотографска магнитуда 13,2. Налази се на удаљености од 26,0000 милиона парсека од Сунца. NGC 2820 је још познат и под ознакама UGC 4961, MCG 11-12-6, CGCG 312-5, MK 108, FGC 877, IRAS 09177+6428, PGC 26498.